# Rad (Heraldik)

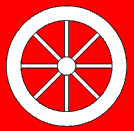
Rad (heraldisches Muster)

Das Rad wird zu den gemeinen Figuren der Heraldik gezählt. Damit ist seine Wappendarstellung auch in der Tingierung, der heraldischen Farbgebung, festgelegt. Es kann in Farbe wie auch in Metall, oft auch in natürlichen Farben gezeigt werden.

## Vielfalt
Das Rad besteht durchwegs aus Radkörper (Radreifen/Felge), Speichen, und einem charakteristischen Radkranz mit Nabe – muss das aber nicht, jedes der Bestandteile kann fehlen. Die Einfachheit wird meist der komplizierten Darstellung vorgezogen, jedoch finden sich auch naturalistische Darstellungen, oder ganz spezielle Räder möglichst originalgetreu in das Wappen aufgenommen.
Die Vielfalt des Rades in Form und Gebrauch macht auch in der Heraldik eine Gruppierung notwendig, um eine Übersichtlichkeit der sogenannten Wappenräder zu erzielen:
- Das wohl üblichste Rad ist das Wagenrad. Die einfachen Wagenräder sind dann von Bedeutung, wenn Handel oder der Wagenbau dokumentiert werden soll, es ist zahlreich und vielfältig zu finden, und bezieht sich durchwegs auf eine Verkehrslage und den Beruf des Wagners. Beides, ansässige Reparaturwerkstätten, werden gerne durch zer- oder ausgebrochene Räder dargestellt. Ein Wagenrad kann auch symbolisch für eine Kutsche oder sonst ein Gefährt stehen, historisch war das Rad vor dem Wagen im Gebrauch und deshalb wird es auch in der Wappenkunde bevorzugt.
- Für das alte Mühlenhandwerk ist häufig das Wasserrad (schaufelbesetzt), der radförmige steinerne Mühlstein (gekennzeichnet durch das Mühleisen an der Nabe) und das Windrad (felgenlos) symbolisch in Wappen zu finden, da die weite Verbreitung von Mühlen und die Wichtigkeit in der Versorgung eine zentrale Rolle für eine Gemeinde spielte. Auch das herausragende Bauwerk (Mühle) in der nahen Dorfumgebung machte es zum Sichtpunkt aus großen Entfernungen und war somit Orientierung. Die Windmühlenflügel sind schragenförmig im Wappenschild. Die Nutzung der Wasserkraft im industriellen Aufstieg veranlasste viele Gemeinden, ihren Fortschritt und erworbenen Reichtum durch ein Wasserrad im Wappen zu dokumentieren. Bei Wasserrädern wird zusätzlich oft ein Fluss beziehungs Mühlkanal anzeigt, in den vielfältigen Formen, Wasser darzustellen. → Hauptartikel: Mühle (Heraldik)
- Verbreitet ist auch das Spinnrad, wobei es sich meist als ganzes Gerät, seltener als Rad mit Spindel dargestellt findet. Das Spinnrad hat durchwegs die typischen gedrechselten Speichen, das Erkennungsmerkmal ist aber keineswegs eindeutig.
- Weiterhin sind die Steuerräder von großen und kleinen Schiffen zu nennen. Hier steht das Rad für Schifffahrt und Hafen. Steuerräder kommen gehäuft in Wappen von Küstenstädten und Städte großer Binnenhäfen vor. Sie werden zur besseren Zuordnung meistens mit einem Anker belegt, außerdem haben sie die charakteristischen als Handgriff überstehenden Speichen (auch dieses Merkmal kann aber ebenfalls andere Radtypen bezeichnen).
- Eine rechtsgeschichtliche Bedeutung hat das Richtrad (Brechrad). Das Folterwerkzeug für die Strafe des Räderns gelangte ins Wappen, da es auch Heiligenattribut ist (siehe unten). Als Anlass, ein Richtrad im Wappen zu führen, wird der Bezug zu Gerichtsbarkeit oder Ortsheiligen gesehen. Ein Wappenrad mit dem Schwert lässt eine Verbindung zum Richtrad erkennen.

Mit der Industrialisierung gelangen immer mehr moderne Zeichen in die Wappen.
- Das Zahnrad ist ein besonderes Rad und gehört immer häufiger zu den verwendeten gemeinen Figuren. In sozialistischen Gegenden ist es ausgeprägt und symbolisiert allgemein Industrie und Arbeiterschaft. Sonderform ist das Uhrrädchen. Zahnräder sind meist drei- oder vierspeichig → Hauptartikel: Zahnrad (Heraldik)
- Nicht nur Schlägel und Eisen zieren Wappen aus Bergbauregionen, es wird auch der Förderturm mit dem hervorstechenden Förderrad für Wappenbilder genutzt. Es findet sich auch einzeln, dann oft mit weiteren Bergwergszeichen kombiniert.
- Daneben kommt auch das Turbinenrad in das Wappen, in Analogbildung zum Wasserrad für modernen Kraftwerksbau
Siehe Propeller (Heraldik)

Wagenrad und Turbinenrad (Altenmarkt b.St.G. AT)
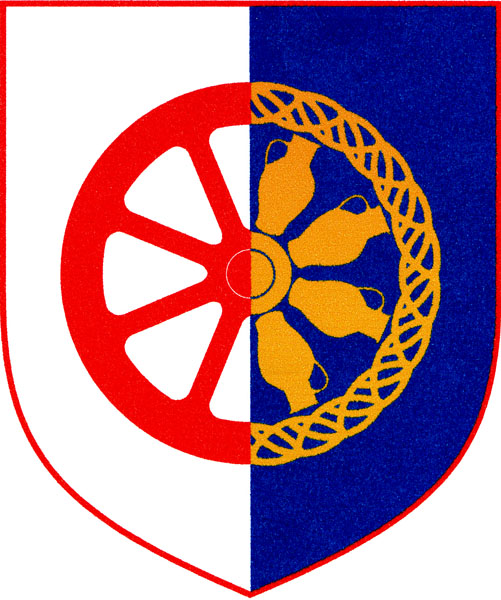
Eisenbahnrad (železničního kola, halb am Spalt, mit einem Warenkorb mit vier Krügen ergänzt Nova Ves u Č.B. CZ)
Wasserrad (Heraldisches Muster, französisch)
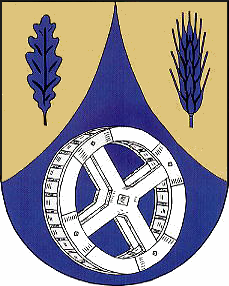
Mühlrad, naturalistisch (Kreiensen-Billerbeck DE)
Zerbrochenes Rad: (Seukendorf)
Spinnrad (Heraldisches Muster)
Richtrad, darin ein nackter Mann (Molsheim FR)
Uhrrädchen, schragenweise platziert (Heraldisches Muster)
Schneidrad (femtandat skärhjul, Tyringe SE)
Sperrrad (roue à cliquet, Incheville FR)

Felgen im Wappen (Artern)

Nicht alle Räder werden vollständig dargestellt (wie insbesondere beim Wagenrad).
Durch die Darstellung von Radteilen sind die Zuordnungen nicht immer sicher. Die Beschreibung des Wappens kann es klären.
Man legt auch Wert auf die Anzahl der Speichen. Diese Zahl verkörpert oft eine Ortsgeschichte besonderer Art.
Im Oberwappen kann das Rad gelegentlich von zwei gestreckten Armen gehalten werden.

## Spezielle Räder

### Radkreuz

Radkreuz (Aukrug)

Das Radkreuz ist eine Spezialform des Kreuzes mit Nimbus, ein Sühnekreuz in Form eines antiken Scheibenrades. Eine Verlängerung der Arme ist möglich und dann kommt die Form dem Keltenkreuz nahe. Dann hat es natürlich nichts mehr mit dem Rad zu tun.

### Flügelrad

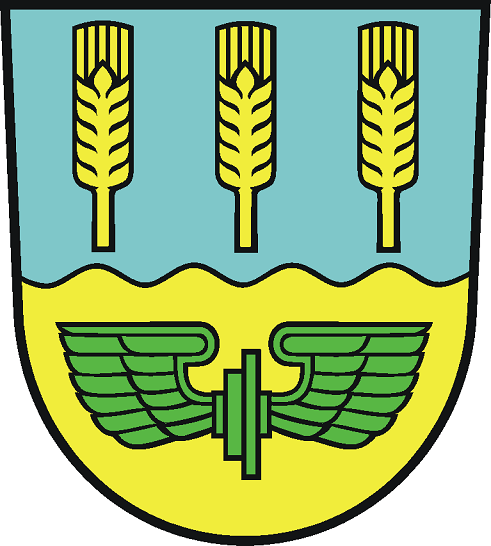
Flügelrad, beidseitig (Bad Kleinen)

Das Flügelrad ist ein traditionelles Symbol für die Eisenbahn. Darstellungen mit einem oder zwei seitlich entlang der Radnabe angebrachten Flügeln finden sich häufig im Logo alter Eisenbahngesellschaften. Vor allem Orte mit wichtigen Bahnknotenpunkten haben häufig ein Flügelrad in ihrem Wappen.

### Mainzer Rad
Eines der bekannteren speziellen Räder ist beispielsweise das Mainzer Rad. Mit langer Geschichte und relativ großer Verbreitung hat dieses Rad mit Eigenname geschafft, dass die Beschreibung (Blasonierung) fast auf die Nennung Mainzer Rad reduziert werden kann und jeder Wappenkundige kennt Form und Farbe. Es stellt eigentlich eine Achse mit zwei Rädern dar.

### Dharmachakra
Als Rad des Gesetzes und als Lebensrad ist es in buddhistischen Heraldik verbreitet (Wappen von Sri Lanka).

### Figuren, die mit Rädern verbunden sind (Attribute)

Hl. Katharina (Altena)

Zu den Namenspatronen der Räder (ikonografischen Attributen) zählen:
- Katharina von Alexandrien wird oft mit ihrem Martyrium, dem Rad, dargestellt, dieses findet sich auch oft zerbrochen[1] (sowie mit Schwert und Krone, vergleiche „Die drei heiligen Madl: Katherina mit dem Radl“)
- Martin von Tours wird oft als Bischof mit den Rad gezeigt.

Typische Wappen:
- Herren von Berlichingen führten in ihren Wappen ein fünfspeichiges silbernes Rad

## Liste von Wappen mit dem Rad

### Vierspeichige Räder
- rotes Rad auf silbernem Grund
  - Melle
- geborsten
  - Dorfmerkingen

### Fünfspeichige Räder
- drei Räder (2:1) in verwechselten Farben
  - Poppenhausen (Wasserkuppe)
- silbernes Rad in Schwarz
  - Amstetten (Württemberg),
  - Dörzbach,
  - Herren von Berlichingen,
  - Neckarzimmern,
  - Illesheim, Jagsthausen,
  - Wallhausen
- schwarzes Rad in Silber
  - Ravenstein,
- silbernes Rad in Rot
  - Seckach
- goldenes Rad in Schwarz
  - Syberg (Adelsgeschlecht), Friedrich Matthias von Syberg
- goldenes Rad in Grün
  - Dissen am Teutoburger Wald

### Sechsspeichige Räder
- silbernes Rad vor rotem Grund
  - Erfurt (Mainzer Rad)
  - Radebeul (redend)
- rotes Rad vor silbernem Grund
  - Osterburken (Mainzer Rad)
- schwarzes Rad in Silber
  - Osnabrück
- goldenes Rad
  - Bolanden
- in verwechselten Farben
  - Donaueschingen
- rotes Rad vor Streifen
  - Gütersloh (als Spinnrad)
- doppelt
  - Donnersbergkreis
  - Bad Freienwalde (Oder)
- vierfach (2 : 2)
  - Barsbüttel

### Siebenspeichige Räder
- silbernes Rad in Rot
  - Tauberbischofsheim
- silbernes Rad in Blau
  - Wittighausen
- schwarzes Rad in Silber
  - Malberg (Westerwald)

### Achtspeichige Räder
- zwei schwarze Räder in Silber
  - Julbach (Oberösterreich)
- ein goldenes Rad in Grün
  - Oberraden
- ein goldenes Rad in rotem Schild, sprechend
  - Bad Radkersburg (Steiermark)
- In goldenem Schild ein grüner Dreiberg, auf dessen Mittelkuppe ruhend ein achtspeichiges rotes Wagenrad
  - Bergheim (Flachgau)
- in verwechselten Farben
  - Assamstadt, Siershahn
- ein schwarzes Rad auf goldenem Grund sowie Posthorn
  - Buckten (BL)
- ein silbernes Rad in Blau
  - Möglingen
- ein rotes Rad in Blau
  - Bischheim (Donnersberg)
- ein silbernes Rad in Rot
  - Radstadt (Salzburg)
- zwei alemannische Zierscheiben in verwechselten Farben
  - Herbrechtingen
- zwei blaue Räder in Silber
  - Erxleben (Osterburg)

### Elfspeichige Räder
- goldenes Rad in Blau:
  - Sörup

### Zwölfspeichige Räder
- als Sinnbild für die Bahn, weiß auf rot:
  - Waigolshausen